# Bomba nuclear B39/W39

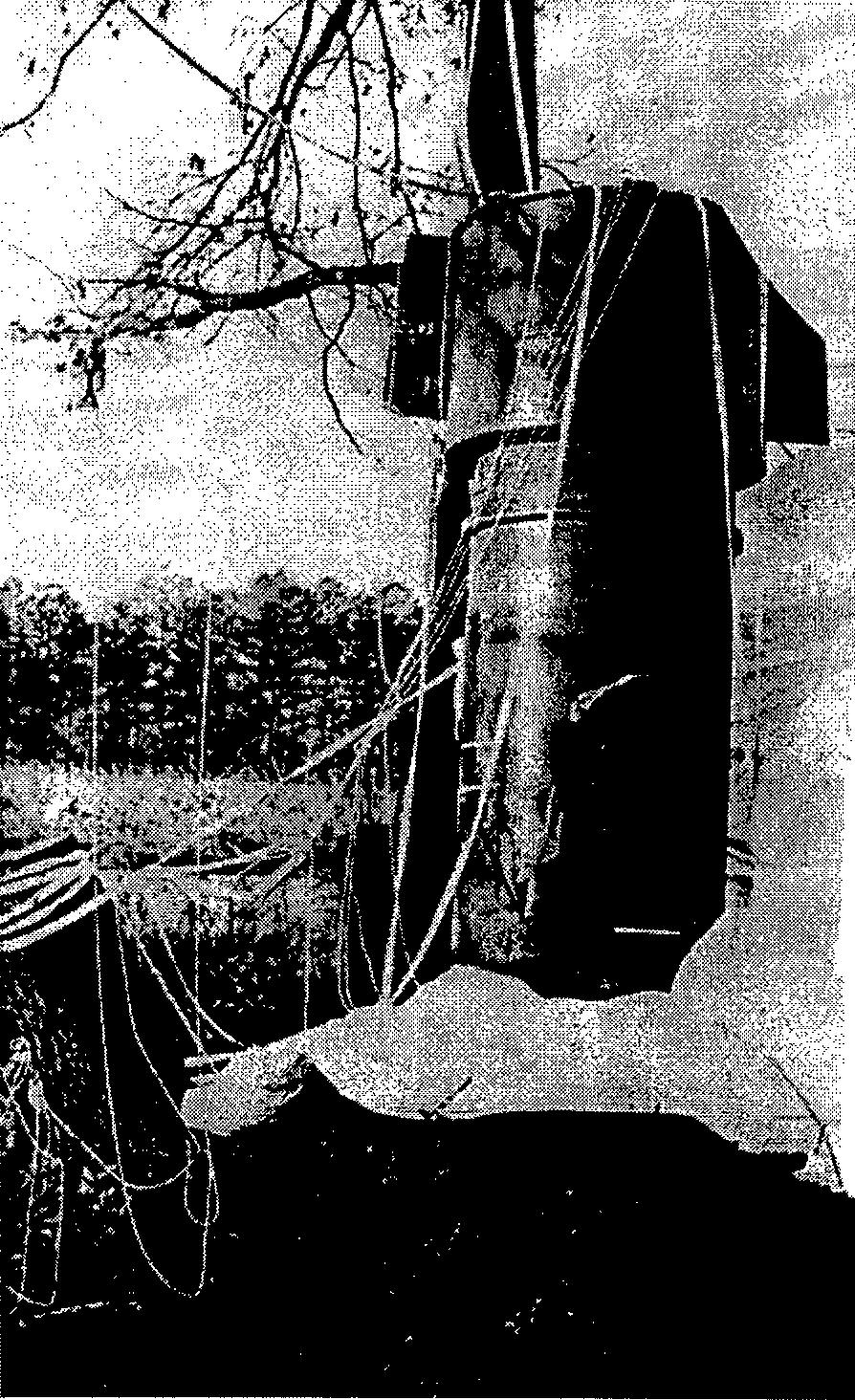
Una Mark 39 con su paracaídas desflecado, tras siniestro en Carolina del Norte, con un B-52, 1961

La bomba nuclear Mark 39 y la cabeza de guerra nuclear W39  eran versiones de un arma termonuclear estadounidense nuclear que estuvo en servicio desde 1957 a 1966.
El diseño de la Mark 39 era una bomba nuclear basada en el diseño Teller-Ulam) y tenía un rendimiento de 3.8 megatones. El diseño es una mejora del usado en la bomba nuclear Mark 15 (el diseño TX-15-X3 y el Mark 39 Mod 0 eran el mismo diseño). La Mark 15 fue la primera bomba termonuclear ligera de Estados Unidos.
La W39 tenía una fuerza explosiva de 3,8 megatones.

## Cabeza de Guerra W39
La cabeza de guerra W39 tiene 88,9 cm de diámetro y 269,64 cm de largo, con un peso de entre 2.826 y 2.903 kg. Fue usada en el misil SM-62 Snark, misil IRBM Redstone y en la cápsula de armas del B-58 Hustler.

## Bomba B39
La bomba B39 es de 88,9 cm de diámetro y 356 cm (140 pulgadas) de largo con un peso de entre 3.016 kg y 3.062 kg y era transportada por una variedad de aviones.

## Ejemplares sobrevivientes
- Una estructura de la Mark 39 está en exhibición en la galería de la Guerra Fría del Museo Nacional de la Fuerza Aérea de Estados Unidos en Dayton, Ohio. La bomba fue recibida del Museo Nacional de Ciencia e Historia Nuclear en la Base de la fuerza aérea de Kirtland, N.M., en 1993.